# Старк, Леонид Николаевич
Леонид Николаевич Старк (псевдонимы: Афгани, Л. Манучаров, П. Рябовский, 1889—1937) — большевик, советский дипломат, редактор.

## Биография
Родился в семье военнослужащего Николая Николаевича Старка. Рано приобщился к революционному движению. Студентом Петербургского технологического института в 1905 году вступил в члены РСДРП. В 1908 году был заключён в крепость, затем выпущен и находился на нелегальном положении. В 1912 году был выслан за границу, жил в Вене, на о. Капри, в Финляндии.
Писал стихи и многие из его произведений печатались при содействии Максима Горького.
В 1915 году работал в Петроградской организации большевиков.
После февральской революции редактировал большевистскую газету «Волна» в Гельсингфорсе, распространявшуюся среди матросов Балтийского флота и пользовавшуюся у моряков большой популярностью. Проявил журналистские и организаторские способности, давшие затем основание назначить его комиссаром информационного агентства. Он подготовил проект декрета о преобразовании ПТА в РОСТА.
25 октября (7 ноября) 1917 года отряд из 12 балтийских моряков под командованием комиссара Военно-революционного комитета Леонида Старка занял здание Петроградского телеграфного агентства на Почтамтской улице. Первые сообщения о революционных событиях в России, написанные Старком, были оперативно переданы агентствам и газетам всего мира.
В марте 1918 года вместе с правительством ПТА переехал в Москву, где оно объединяется с Бюро печати при ВЦИК. Это новое объединение получило и новое название — Российское телеграфное агентство (РОСТА).
В 1919 году — соредактор газеты «Советская страна».
В 1919—1920 годах находился на военной службе.
С мая 1920 года по 1937 год — на дипломатической работе. В 1920 — советник полпредства РСФСР в Грузии. В 1921—1923 — советник полпредства РСФСР в Эстонии, в 1923—1924 — полпред в Эстонии. В 1924—1936 — полпред СССР в Афганистане. 31 августа 1926 года подписал советско-афганский договор о нейтралитете и взаимном ненападении. В 1936—1937 — уполномоченный НКИД СССР при правительстве ЗСФСР.
В 1937 году был внезапно отозван из-за рубежа. Значится в расстрельном списке от 15 сентября 1937. Расстрелян в Тбилиси 14 ноября 1937 года по решению Тройки НКВД Грузинской ССР, вынесенному днём ранее. Однако в некоторых источниках указано, что он скончался в заключении в 1943 году.
Реабилитирован 27 июля 1966 года.

## Семья
- Жена — Ася Никитична Старк, урождённая ?, покончила с собой в 1928 году в Кабуле[1].